# ديفيد روب (مصمم)
ديفيد روب (بالإنجليزية: David Robb)‏ هو مصمم أمريكي، ولد في 1956 في بوسطن في الولايات المتحدة.